# Последните дни на Помпей
 Тази статия е за филма от 1959 година.  За филма от 1913 година вижте Последните дни на Помпей (филм, 1913).  
„Последните дни на Помпей“ (на италиански: Gli ultimi giorni di Pompei) е приключенски филм от 1959 година на режисьора Серджо Леоне, копродукция на Италия, Испания и ФРГ.

## Сюжет
Глаус (Стив Рийвс), центурион който се завръща в родния си дом Помпей след изнурителен поход в Палестина, пристъпвайки пред дверите на града, вижда Йоне (Кристине Кауфман), красивата дъщеря на градоначалника, загубила контрол над своята колесница. Глаус спасява живота на Йоне и след това влиза в града, за да види баща си. По пътя си той помага на крадеца Антоний (Анхел Аранда), който е преследван по заповед на Галиний (Мимо Палмара), началник на преторианската гвардия. При пристигането си в бащиния дом Глаус открива, че къщата е била ограбена, а баща му е бил убит от банда маскирани крадци, които тероризират града, оставяйки след злодеянията си нарисуван на стената кръст. Центурионът се заклева да отмъсти на убийците.
За да убеди императора, че масовите убийства и грабежи в града са овладени, Асканий (Гийермо Марин), консул на Помпей, организира фестивал. На улицата Антоний набива пиян войник и открадва торбичката му. В нея той намира пръстен, принадлежал на бащата на Глаус, и качулка, идентична с тези, носени от убийците. Антоний предава пръстена на Марк (Марио Бериатуа), приятел на Глаус, който проследява подозрителен войник до помпейския Храм на Изида. Преди Марк да успее да сподели с някого какво е открил, той е убит от Абрасес (Фернандо Рей), първосвещеника на Изида, а тялото му е оставено на видно място с издълбан в него християнски кръст.
Гневът на Глаус избива по време на фестивала след поемането на голямо количество алкохол. Той отива в дома на Асканий, където е организиран прием. Там Галиний се опитва публично да изнасили Надя (Барбара Керъл), сляпата робиня на Йоме, за развлечение на присъстващите. Глаус защитава Надя, побеждавайки лесно в единоборство Галиний. На следващия ден Глаус и Антоний присъстват на погребението на Марк. След церемонията Антоний явно изразява антихристиянските си убеждения. Надя обаче е християнка и го кани на таен събор, за да може той да разбере, колко добри всъщност са християнските учения. Това го чува обаче и Галиний, който е главният преследвач на християните. До края на нощта той открива мястото на сбирката, пленява християнския водач и неговите последователи. След мъчения християните са обвинени за вълната от насилие в Помпей, признати за виновни и осъдени на смърт.
Глаус и Йоме се влюбват един в друг. Убеден, че християните са несправедливо обвинени, Глаус поема към Херкулан, за да се присъедини към Асканий в тяхна защита. По пътя попада в засада, организирана от маскираните хора, но оцелява и макар и ранен пристига при отстъпващия Асканий. Междувременно Антоний проследява убиеца на Марк до Храма на Изида и открива, че маскираните мъже работят по заповед на Абрасес. Той отива в Херкулан и информира Глаус и Асканий за откритието си. Като доказателство им съобщава, че заграбените от гражданите на Помпей съкровища са укрити в храма. При завръщането си в Помпей Антоний търси помощ от Хелиос (Анхел Ортис) и Кай (Марио Моралес), приятели на Глаус от армията. В Храма на Изида Глаус влиза в схватка с Абрасес и Галиний. Те го избутват в една яма и той се озовава в тайна заблатена подземна камера, пълна с крокодили. Той успява да спечели битката с тях и се измъква от трапа. Оказва се, че Юлия (Анне-Мари Бауман), египетската любовница на консула, стои зад престъпленията на маскираните мъже, в таен заговор с Абрасес и Галиний. Всичко е било с цел да се наберат средства за въстание срещу Римската империя. Тя признава това на Асканий и го намушква, обвинявайки за убийството Глаус. Обвинен в убийство, Глаус е арестуван и затворен близо до християните. Йоме се опитва да му помогне, но тъй като е приела християнството, тя също е изпратена в затвора. Християните са изпратени в арена с лъвове за развлечение на тълпата. Глаус успява да отскубне веригата, с която е прикован, заедно с парче скала и поваля единия лъв. След това убива двамата гладиатори, изпратени срещу него. На трибуните на арената нахлуват маскирани стрелци, предвождани от Антоний, и атакуват гонителите на християните. Предизвикват пожар и пронизват със стрелите си Галиний. Когато в града пристигат войски за да потушат бунта, Везувий изригва. В настъпилия хаос всеки се опитва да оцелее. Юлия и Абрасес загиват в руините на храма, опитвайки се да спасят заграбените съкровища. Надя умира в ръцете на Антоний, премазана от падащи отломки. Глаус плува през горящото пристанище. Заедно с Йоме, те оцеляват от разрушения Помпей, плавайки в открито море.

## В ролите
- Стив Рийвс като Глаус
- Кристине Кауфман като Йоме
- Фернандо Рей като Абрасес
- Барбара Керъл като Надя
- Анне-Мари Бауман като Юлия
- Анхел Аранда като Антоний
- Мимо Палмара като Галиний
- Гийермо Марин като Асканий
- Карло Тамберлани като Водача на християните
- Мино Доро като Заместник-консула
- Марио Бериатуа като Марк
- Марио Моралес като Кай
- Анхел Ортис като Хелиос

## Продукция

### История
Филмът от 1959 година Последните дни на Помпей е осмата подред екранизация на едноименния роман на Едуард Булвер-Литън. Романът става бестселър още преди първата си публикация през 1834 година, благодарение на сюжета за изригването на Везувий. Той е измислена история, базирана върху действителните събития около изригването на вулкана и унищожението на древния римски град Помпей през 79 година от новата ера. Представлява отражение на широкия интерес във Великобритания през тридесетте години на XIX век към природните катастрофи и поуките, които могат да се извлекат от тях.
Има много филмови адаптациии на легендата за унищожението на Помпей, но повечето от тях не следват сюжета от романа на Булвер-Литън. Историята на Помпей е една от най-популярните теми за екранизация в ранното италианско кино от ерата на немите филми. В Холивуд е направен само един филм, макар през 2007 година Роман Полански да е бил ангажиран към мащабен нов проект, базиран върху роман на Робърт Харис, който остава без развитие. Само един телевизионен филм от 1984 година се доближава до версията на Едуард Булвер-Литън.
Версиите на историята преди екранизацията от 1959 година са съсредоточени върху изригването на Везувий, християните, лъвовете на арената и подлия свещеник, оставяйки на заден план останалия сюжет. Идеята да се направи нов широкоекранен цветен филм идва от продуцента и режисьор Паоло Мофа, който десет години по-рано е заснел съвместно с Марсел Л'Ербие филма Последните дни на Помпей.

### Сценарий
Създателите на сценария за филма, Серджо Корбучи, Енио Де Кончини, Серджо Леоне и Дучио Тесари, са се постарали до голяма степен да припокрият сюжета на едноименния роман на британския автор. Присъстват основните персонажи Глаус, Абрасес, Йоне и Надиа, макар техните истории да са видоизменени и голяма част не попада във филма. Също така не съществува историческо доказателство за наличието на Християнска общност в Помпей. За това са използвани мотиви от романа. Религиозният аспект е вмъкнат заради финансирането от страна на Опус Деи.

### Кастинг
Две седмици преди началото на снимките, за изпълнител на ролята на Глаус е избран Стив Рийвс, добил популярност с изпълнението на ролята на Херкулес в едноименния филм от 1958 година. Заради този избор, сценарият е променен съобразно телосложението на Рийвс, за да се постигне по-голяма зрелищност. Добавени са сцените с подводната битка с крокодила, задържането на сгромолясващата се колона и двубоят с лъва. Рийвс контузва рамото си още в началните сцени, когато овладява излязлата извън контрол колесница на Йоме и за това се налага да бъдат използвани каскадьори в кадрите, когато Глаус язди кон.
Изпълнителката на главната женска роля, тази на Йоме, Кристине Кауфман тогава е едва на 14 години.
За ролята на Абрасес е избран известният испански актьор Фернандо Рей.

### Заснемане
Заснемането на филма протича в Испания. Още в началните дни на снимките първоначално избрания режисьор Марио Бонард, работил по препродукцията, се разболява тежко и е заменен от Серджо Леоне. Снимките са осъществени в Андалусия и Мадрид.

## Награди
- Първа награда за „Най-добра сценография“ на Рамиро Гомес от „Националния синдикат на спектакъла“ в Испания през 1960 година.[1]